# Cordovilla (Salamanca)
Cordovilla és un municipi de la província de Salamanca a la comunitat autònoma de Castella i Lleó.
| 1991 | 1996 | 2001 | 2004 |
| ---- | ---- | ---- | ---- |
| 150  | 147  | 145  | 135  |